# Brunon Antoni Nowakowski

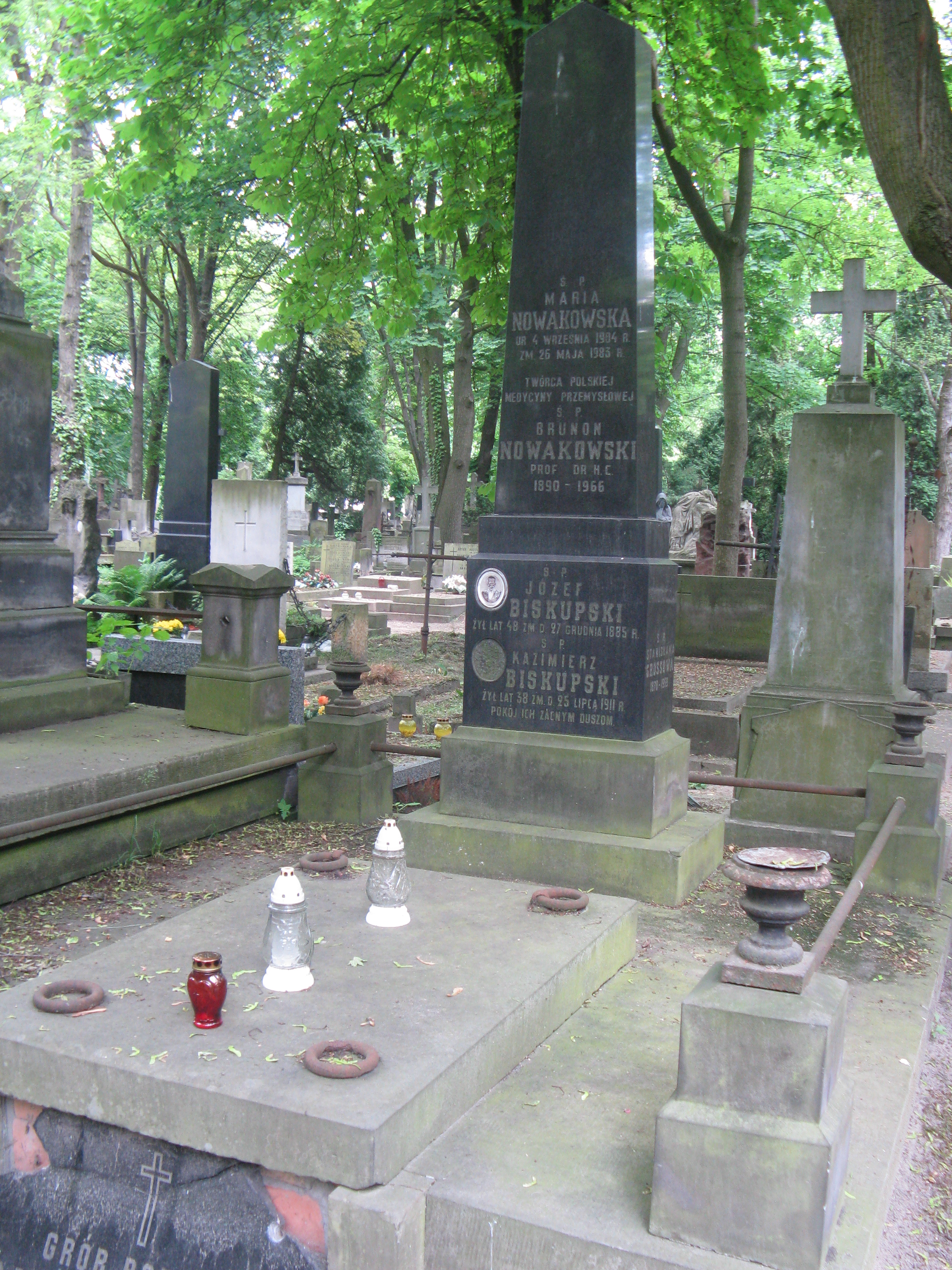
Nagrobek Brunona Antoniego Nowakowskiego na Powązkach

Brunon Antoni Nowakowski (ur. 26 września 1890 w Strzałkowie, zm. 27 lutego 1966 w Katowicach) – polski lekarz i oficer, jeden z pionierów polskiej higieny i medycyny pracy, profesor zwyczajny doktor habilitowany nauk medycznych, rektor Śląskiej Akademii Medycznej.

## Działalność naukowa
Urodził się w rodzinie Franciszka, urzędnika celnego, i Leokadii z Kuhnertów.
W 1914 uzyskał dyplom lekarza oraz uprawnienia do wykonywania praktyki lekarskiej. W 1919 objął kierownictwo nad laboratorium bakteriologicznym w Równem, gdzie odkrył nową odmianę paratyfusu A. Po uzyskaniu stopnia doktora wszech nauk lekarskich oraz przejściu do rezerwy w stopniu majora lekarza został mianowany pierwszym asystentem w Pracowni Higieny Wojskowego Instytutu Sanitarnego w Warszawie. W latach 1924–1926 odbył stypendium Rockefellerowskie w Stanach Zjednoczonych Ameryki. Po powrocie powołał do życia Oddział Higieny Pracy w Szkole Higieny w Warszawie, a także nawiązał kontakty z Instytutem Spraw Społecznych w Warszawie oraz z Zakładem Ubezpieczeń od Wypadków we Lwowie. Kierownik Katedry Higieny na Wydz. Lekarskim Uniwersytetu Stefana Batorego w Wilnie oraz Katedry Higieny na Wydziale Lekarskim Uniwersytetu Jagiellońskiego (1939).
Po wybuchu II wojny światowej ewakuował się do Rumunii, gdzie został powołany na lekarza Ambasady Polski w Bukareszcie. W 1941 przeniósł się do Wielkiej Brytanii, gdzie pracował na Polskim Wydziale Lekarskim na Uniwersytecie w Edynburgu, będąc kierownikiem Katedry i Zakładu Higieny. Był też reprezentantem interesów polskich w Komisji Zdrowia ONZ ds. Pomocy i Odbudowy.
Po powrocie do Polski w 1946 zajął się przywracaniem do życia Katedry Higieny na Wydz. Lekarskim UJ, której został kierownikiem. W 1947 powierzono mu obowiązki organizatora, a od 15 czerwca 1948 pierwszego rektora Akademii Lekarskiej w Bytomiu (Rokitnicy), którym był do 31 sierpnia 1951. W latach 1949–1960 był kierownikiem Katedry Higieny ŚAM. Dzięki jego staraniom powołano w 1950 Instytut Medycyny Pracy w Przemyśle Węglowym i Hutniczym (w strukturze ŚAM). Na emeryturę przeszedł w 1960.
Był promotorem i recenzentem 40 rozpraw doktorskich. Jego uczniami są m.in. prof. Klaudiusz Ciubra, doc. dr Romuald Dukat, doc. dr Benon Zieleźnik. Autor wielu podręczników dotyczących higieny i medycyny pracy, referatów, recenzji i 150 artykułów.
Członek wielu organizacji i polskich stowarzyszeń m.in. Instytutu Spraw Społecznych, Komitetu Higieny Ogólnej i Społecznej PAN, Rady Naukowej przy MZiOS, Pol. Tow. Lekarskiego, Komitetu Stałego Międzynarodowego Stowarzyszenia Medycyny Pracy w Genewie oraz Fińskiego Stowarzyszenia Medycyny Pracy. Był nazywany polskim „ojcem higieny”.
Został  Nagrodą Państwową I st. Uhonorowany doktoratem honoris causa ŚAM (1960).
Zmarł 27 lutego 1966 w Katowicach, został pochowany na cmentarzu Powązkowskim w Warszawie (kwatera 66, rząd 4, miejsce 1–2).

## Działalność patriotyczna
Członek tajnej organizacji młodzieżowej Związek Marianów, Towarzystwa Tomasza Zana, organizacji młodzieżowej Zet, uczestnik powstania wielkopolskiego, lekarska służba wojskowa na frontach II wojny światowej.

## Ordery i odznaczenia
- Krzyż Komandorskim Orderu Odrodzenia Polski (1949)[3]
- Złotym Krzyż Zasługi (1939)[1]
- Medal Niepodległości[1]
- Odznaka honorowa „Za wzorową pracę w służbie zdrowia”
- pruski Krzyż Żelazny II klasy[1]
- bawarski Krzyż Zasługi Wojskowej IV klasy[1]

## Ważniejsze publikacje zwarte
- Zasady zwalczania chorób zakaźnych, Warszawa 1925
- Zasady wietrzenia i ogrzewania zakładów pracy, Warszawa 1935 (wyd. nowe 1953 z uzup. S. Filipkowskiego, wyd. 2 1955)
- Organizacja pierwszej pomocy w zakładach pracy, Warszawa 1936 (wyd. 2 1939)
- Żywienie w związku z pracą, Warszawa 1947
- Higiena. wykłady B. Nowakowskiego wg stenogramu Marii Łachówny, Kraków 1947 (skrypt UJ)
- Higiena społeczna dla społeczników, Kraków 1948
- Higiena ze szczególnym uwzględnieniem higieny pracy. Wykłady przeznaczone dla studiujących w Państwowym Technikum Korespondencyjnym, Warszawa 1951 (skrypt PTK)
- Higiena ogólna, Warszawa 1956 (wyd. 2 1958)
- Zasady higieny pracy w przemyśle, Warszawa 1963 (wyd. 2 1967)
- Lekarze przemysłowi. Wybór prac lekarzy przemysłowych, red. B. Nowakowski, M. Sokołowska, A. Sarapata, Wrocław 1965